# ヴィオラートのアトリエ 〜グラムナートの錬金術士2〜
『ヴィオラートのアトリエ 〜グラムナートの錬金術士2〜』（ヴィオラートのアトリエ グラムナートのれんきんじゅつしツー Atelier Viorate 〜Alchemist of Gramnad 2〜）は、2003年6月26日にガストより発売されたPlayStation 2用ソフト。映像DVDなどが付属した初回限定版も発売された。また2004年7月8日にはガストベストプライスとして廉価版も発売された。2011年2月3日にはPlayStation Portable版『ヴィオラートのアトリエ〜グラムナートの錬金術士2〜群青の思い出』が発売された。

## 概要
錬金術でアイテムを調合するのが特徴のRPG「アトリエシリーズ」の5作目（外伝的作品を除く）であり、A5の通し番号を振られている。A4にあたる『ユーディーのアトリエ 〜グラムナートの錬金術士〜』と合わせ、特に「グラムナートシリーズ」と呼ばれる。なお時代設定は『ユーディーのアトリエ』から約25年後で、舞台は前作のフィンデン王国の隣のカナーラント王国だが、ストーリー上の繋がりは薄い。前作同様ザールブルグシリーズのキャラが一部ゲスト出演している。ザールブルグシリーズに換算すると『エリーのアトリエ』の7年後の話。キャラクターデザインは前作に続き双羽純が担当。
本作品の特徴は、主人公ヴィオラート（ヴィオ）が経営する「錬金術の店」である。カナーラント王国の片田舎「カロッテ村」を活性化させることが目的であるが、ヴィオの店が人気になるほど村への訪問客が増え、村が大きくなっていく。また、店の品揃えが村の発展の方向性に大きな影響を与える。
従来のシステムにあった冒険者レベル・錬金レベルに加えて店レベルという成長項目が加わった。顧客満足度を経験値として上昇し、レベルが上がることで販売スペースが広がっていく。ただし、レベルが高くなればなるほど売り物のアイテムへの評価が厳しくなる。
また、前作『ユーディーのアトリエ』では廃止された期限の概念が復活。一定の期限内に条件を満たすことで9種類のエンディングに分岐する。逆に前作に実装されたスマラクト盤（時計）の概念が廃止された為、簡単な調合やミニイベントにも最低1日を要するようになった。
そのほか戦闘では特定のキャラクターの組み合わせがパーティー内にいる時に発動可能な「合体必殺技」が実装された（前作ではマルティン・ボーラー雇用時のみ使用可能な『漢の花道』が唯一の合体必殺技）。
前作では調合装備アイテムによりキャラクターが無敵化したり、移動日数が0になったりする弊害があった為、各アイテムは全体的に弱体化している。

## ストーリー
経済低迷による過疎化に悩むカロッテ村。ここに住む少女・ヴィオラート（ヴィオ）の両親は、カロッテ村を見限り見知らぬ町に引っ越すことになったが、村を離れたくないヴィオラートは両親ともめにもめた結果、「両親が引越先で落ち着くまでの3年間は村に残ってもいい、その間に店を持って立派に暮らしていけるようになっていればそのまま村に残ってもいい」という約束をする。ヴィオは、旅の錬金術士・アイゼルに教わった錬金術を使ってお店を開き、カロッテ村復興のための村おこしをするのであった。
なお、公式HPではヴィオラートとアイゼルの出会いを中心とした「プレストーリー」を見る事ができる。

## 舞台
本作品の主な舞台となるのはグラムナート地方のカナーラント王国である。国内には街以外にも森や洞窟、遺跡など多くの秘境が存在する。北東には前作『ユーディーのアトリエ』に登場したフィンデン王国が隣接している。
カロッテ村
過疎化が進むヴィオラートの故郷。にんじんが村唯一の特産品。ヴィオの家の前には村おこしの一環として持ち帰り自由のにんじんの山がある。
カロッテとはドイツ語でそのまま「人参」を意味する。
ファスビンダー
国内最大のワイン生産量を誇る街。「クラリッサ」と呼ばれる巨大な酒樽が有名。「クラリッサ」に入っているワインは誰でも好きなだけ飲むことができるが、品質はあまりよくない。
ハーフェン
ヴィスコー川の上流に栄えるカナーラント王国の首都。新しい武器の販売と武器の修理をしてくれる国内唯一の「武器屋」がある。
ホーニヒドルフ
養蜂が盛んな高原の村。ハチミツが特産品。凶暴な「キュクロス蜂」を閉じ込めた檻が設置されており、見張り人に料金を払えば檻の中で蜂蜜の採取が出来る（蜂との戦闘になる）。
名前の意味はドイツ語でそのまま「蜂蜜の村」。
メッテルブルグ
前作にも登場したフィンデン王国の首都。大貫洞を通り抜ければ到達することができる。本作品では、大規模な改修工事中のため中央広場に面した店舗（宿屋、食料品店、薬品店）しか営業していない。

## 自宅に設置できる施設
本作品では、ヴィオラートの自宅に次の施設を選択して設置できる。前作『ユーディーのアトリエ』では各都市に配置されいつでも利用できたが、本作では自宅に設置しない限り同様の機能を持つ施設は存在しない。撤去に日数はかからないが、設置には相当の日数を必要とするため、計画的な設置が必要となる。
コンテナ
シリーズ恒例の保存箱。初期から設置されており、スペースの許す限りで拡張できる。一方で初期配置分に関しては撤去不可であり、氷室による代用は出来ない。中に保存したアイテムは日数経過と共に劣化する。
家庭菜園
自宅2階に設置できる。調合もしくは対価アイテムとして入手できる種を植えると一定期間を経て作物が収穫でき、いわゆる属性の取り出しが行える。手間隙をかけて「世話」をすると、品質の良いものが収穫できる。なお、出来上がった作物は収穫しない限り劣化変質することなく残るため、必要時まで保存しておくことが出来る。
釜
鉱石を溶かす釜。インゴットと武器製造が出来るが、あまり良い材質・品質のものは作れない。この施設を作るにはダスティンに設計図を描いてもらう必要がある。
溶鉱炉
鉱石を溶かす釜。釜より良い材質・品質のインゴットと武器製造が出来る。この施設を作るにはダスティンに設計図を描いてもらう必要がある。設置スペースが大きいため、コンテナを除く他の施設との併用は不可能。また、溶鉱炉でも溶かせない鉱物が存在するが、それらはヴェストリヒナーベルの溶岩で溶かすことができる。
氷室
材料を劣化させずに保存できる。この施設を作るにはアイゼルに教えてもらう必要がある。溶鉱炉と同様に設置スペースが大きいため、コンテナを除く他の施設との併用は不可能。
プチ氷室
氷室の小型版。氷室と同様にアイゼルから教えてもらうことで設置可能。設置スペースが小さいため、家庭菜園や釜と併用可能。　

## 主要イベント
オークション
開始年から3年連続で毎年8月に実施される村おこしイベント。落札資金がそのまま村おこしに使われるため、出品したアイテムは“寄付”したことになる。毎年の最高額落札アイテム出品者には賞品が出る。☆の数（レア度）が高いほど高額入札される。自分が出品したアイテムへの入札を行う“サクラ”や、毎年一回限り使用可能な“ひっさつ”による強制落札などなんでもありで、錬金術に使えそうなアイテムであれば自分で競り落としても構わない。3年間の総額が5万コール以上ならば村の広場にスタチュウ（記念碑）が建つ。どんな記念碑にするかは3年間の総額落札金額が最も多かった人が決められる。イベントによりブリギットとの勝負が発生することも。8月中に村にいれば任意参加となり、いなかった場合は不参加となる（オークション参加者であるブリギット、ロードフリード、バルテルも同様）。
感謝セール
福引きセールを実施することで、自ら流行を生みだし来店者を増大させることが可能となるイベント。投資金額は1000コール、5000コール、1万コールで、金額によって持続期間が変わる。

## 登場人物

### 主要キャラクター
ヴィオ / ヴィオラート・プラターネ（Viorate Platane）
声 - 下屋則子
誕生日：7月29日 / 年齢：15歳 / 身長：152cm / 体重：46kg
本作の主人公。カロッテ村から都会への引越しを嫌い村おこしを買って出た少女。にんじんが大好物で、その度合いは愛情のレベルまで達しており、引越を嫌がる主な理由が都会には美味しいにんじんが少ないからである。ある旅の錬金術師に不思議な技を見せてもらってから、錬金術に淡い興味を持つようになった。旅の錬金術士アイゼルに教わった錬金術を使い店の経営を始めるが錬金術士としてはまだまだ半人前。明るく活発な性格。また物怖じしない質で大抵の人とすぐに仲良くなれる。料理の腕は高く、口の悪い兄も認めている。考え事をする際ににんじんをかじる癖がある。
初期段階では調合に必要な最低限の設備（錬金釜）を持っておらず、調理ナベで調合している。戦闘でのメイン攻撃は前作と同様に初期唯一のMP攻撃である「エンゲルスピリット」。
バルテル / バルトロメウス・プラターネ（Bartholomaus Platane）
声 - 金丸淳一
誕生日：5月16日 / 年齢：18歳 / 身長：171cm / 体重：62kg
ヴィオラートの実兄。ヴィオとは度々喧嘩もするがそれもコミュニケーションの一環で、基本的には仲が良い。幼少時は冒険家や、騎士に憧れていたが、家庭の事情（貧困）により夢が立たれたためか、かなり怠惰な生活をしている。仕事を頼んでもさぼる事が時々あるが、好意を抱いているクラーラが絡むと途端にやる気を見せる。嫌々ながらもやっている農作業の仕事で鍛えている為体力はあり、子供の頃から独学で鍛えた剣の腕もそこそこ。ローラントからはもっと早くスカウトできなかった事を悔やまれるほど。妹であるヴィオが相手でも冒険者として雇用した場合は格安だが料金をきっちり取ってくる。一方、店番として雇った場合の給料はタダだが、店番をサボるため勝手に店を休みにしてしまうことがあり、結果かえって高くつくことが多い。オークションでは珍品アイテムやガラクタを出品してくる。
ロードフリード・サンタール（Rodefried Santar）
声 - 加藤木賢志
誕生日：7月27日 / 年齢：18歳 / 身長：179cm / 体重：65kg
バルトロメウスの幼馴染。首都ハーフェンの竜騎士隊の養成所で竜騎士になるための訓練を受けていたが、思うところあって竜騎士にはならず村に帰ってきた。真面目で礼儀正しい好青年だが、少し融通が聞かないところがある。だが親友バルテルとは軽口をたたきあう事も。剣士としても高い能力を持つ。シリーズ恒例の雇用費0キャラ。しかも初期レベルが高めで戦闘力も指折りに高く、最強キャラ同士の合体攻撃も保有。融通が利かない分、値切りを許さない。感謝セール時に雇用しておくと売り上げが激増する。だが、彼自身が非常に有力な顧客であるため、雇用していると現金収入が断たれることも。また、一切の値切りを許さないと言う姿勢から利用者の満足度はややあがりにくい。オークションでは高額な武器防具を出品してくるため強力なライバル。特定の条件を満たすことで女装する。
ブリギット・ジーエルン（Brigitt Sihern）
声 - 菊池志穂
誕生日：7月28日 / 年齢：16歳 / 身長：160cm / 体重：48kg
病気療養のため、首都ハーフェンからカロッテ村近郊の別荘に引っ越してきた都会思考の令嬢。田舎暮らしを嫌っていて、ヴィオに対しても田舎娘と馬鹿にし、そっけない態度を取る事が多い。反面村で唯一ハーフェンでの生活経験を持つロードフリードに対しては猫をかぶって見せるなどしたたかな一面も。年頃の少女らしく可愛いものが好きだったりもするのだが、少しひねくれた所があり、自分の感情を素直に出せない。格闘技の心得がある。初期の戦闘力は低いものの、ヴィオとの相互合体攻撃を持ち、多彩で優秀なスキルも保持している。また、客の値切り交渉に対して時に受け入れ時に拒否する高い柔軟性に加えて仕事をサボることも無い。ただし、雇用費はいずれも高い。話の進め方によってはヴィオとの関係が良好になり、専用イベントも最も多い。オークションでは勝負イベントが発生する。
クラーラ・バルビア（Klara Barbier）
声 - 鶴野恭子
誕生日：9月19日 / 年齢：18歳 / 身長：159cm / 体重：45kg
カロッテ村村長の孫娘。美人で気立ても良いが、それが過ぎてお人よしなところもある。経済観念がしっかりしており、値切り上手の買い物上手。歌が好きだが音痴であり、冒険では攻撃スキルとして重宝する。初期から店番を頼むことが出来、雇用費も手ごろで断られる確率も低いが、自分が売る側となると勝手が違うらしく、お人よしの性格の結果、客の値切り交渉に弱く収益は激減してしまう。ただし客の立場からすれば安く買い物が出来るということなので、客の満足度や評判は上がりやすい。客としてはおばさんと同様に属性がイマイチな野菜アイテムに加え、初期レベルの調理品などを支払う。
オイゲン・バルビア（Eugen Barbier）
声 - 小関一
カロッテ村村長。カロッテ村振興のためにオークションを企画するが、オークション成功のためクラーラを「賞品」にすることを決意する。孫娘を溺愛し、ノリと思いつきだけで行動する。ただし、ヴィオとバルテルが期限後も村に残るためには村長に村への貢献を認めさせる必要がある。
アイゼル・ワイマール（Eisel Weimar）
声 - 飯塚雅弓
『エリーのアトリエ』からの登場。カナーラント王国からはるか遠く、ザールブルグという街からやって来た旅の錬金術士。修行を兼ねて各地を見聞して回っているらしい。洗濯物の汚れを落とそうと悪戦苦闘していたヴィオを錬金術で助けたのがきっかけで彼女に錬金術の基本的な部分を教え簡単な参考書を手渡す。その後も何かとヴィオの手助けをしてくれる頼りになる女性。錬金術士としても一流だが旅慣れているだけあり、冒険者としてもかなりのレベル。上流家庭の出だけあって、ブリギットも一目置く存在である。面倒見が良いが、顧客としてはチェックが厳しく、些細なマイナス属性も見逃さない。しかしその反面、きちんとした仕事には評価を惜しまず、高価な品物や貴重品の類であっても値切ることなく買ってくれることが多い良客でもある。
3月1日生まれ、22歳。
ローラント・オーフェン（Roland Ofen）
声 - 三宅健太
首都ハーフェンの竜騎士隊で小隊長を勤める男性。過去に貴重な遺跡を爆弾で破壊した錬金術士がおり、錬金術士＝爆弾魔として首都ハーフェンの警戒に当たっていた。ロードフリートの訓練生時代の上司であり、突如カロッテ村に帰った彼の才能を今も惜しんでいる。恵まれた体躯とそれに裏打ちされた剣の鋭さを持つ。手柄をあげて出世するため、自らの腕を磨くことと強敵と戦う機会を求め、時には職務をほっぽり出してまで、護衛として個人に雇われ街の外に出ることにも積極的と、生真面目な一方で強い上昇志向の持ち主でもある。誤解が解けても錬金術士を冒険者と勘違いしているせいで、かなり評判を上げないと店には来てくれない。
6月16日生まれ、28歳。
ミーフィス・プァルツ（Mivis Pfalz）
声 - 近藤光世
カロッテ村の北、酒造で有名な街ファスビンダーで雑貨屋を営む明るく気さくな少女。大の酒好きで、酒豪としてその名はファスビンダーはもとより他の街にも知れ渡っており、彼女の店には飲み比べの挑戦者があとを絶たないが、いまだ負けなし。常にまだ見ぬ酒を求めており、冒険の護衛として他の街を訪れた時もまず酒場に駆け込むほど。ザヴィットをして「カナーラント史に残る酒豪」との事。酔えば酔うほど攻撃力が上がるというスキルを保持している。顧客として店を訪れたときには大抵値切り交渉を持ちかけてきて、まけないと購入してくれないことが多い。店番としても雇用が可能。自らも店を経営しているため、商売のノウハウはしっかりしていて客の値切り交渉にも柔軟に対応してくれるが、時々勝手に店を休みにしてしまう。
8月2日生まれ、17歳。
パウル（Paul）
声 - 神田理江
森の奥に人知れず存在する妖精の村に住む妖精さんの一人。行商や人間のお店の手伝いをして生活し、温和で呑気な性格の者が多い妖精さんには珍しく、冒険を好み、剣士として名を上げるのが夢という変わり者。村では暇さえあれば剣の練習をしており、妖精さん仲間からも変わり者と呼ばれているが､まったく気にした様子はない。自分の身長ほどもある長剣を振り回す。他の妖精さんに比べて太い眉毛が特徴。この事は本人も気にしており、指摘されると酷く傷付く。冒険者としてレベルも戦闘力もイマイチだが、自体回復スキル「ひるね」を保有するため打たれ強い。
オッフェン・シュヴァッハ（Offen Schwach）
声 - 江原正士
カロッテ村で酒場のマスターをしている男性。ヴィオに開店の手ほどきや経営のコツを伝授する。若い頃は、ファスビンダーのザヴィットと組み、冒険者をしていた。彼の許可がないと店が開けない。また、情報を引き出さないと他の地域にも行けない。
ザヴィット・キッパー（Sawitt Kipper）
声 - 河野智之
ファスビンダーで酒場のマスターをしている男性。清潔感のある服装に整えた口髭が特徴。落ち着きがあって面倒見がいい反面いらない事は話さず聞かない。若い頃は冒険者として古代遺跡の探索などを行っており、その腕は未だ衰えていない。釣りが趣味。
11月7日生まれ、51歳。
パメラ・イービス（Pamela Ibis）
声 - 利田優子
カナーラント王国の隣国フィンデン王国の首都メッテルブルグの宿屋「黒猫亭」の客室に住まう幽霊の少女。前作『ユーディーのアトリエ』にも登場しており、その頃は皆に恐がられていたが、今は「黒猫亭」の名物幽霊として人気者になっているらしい（そのため「黒猫亭」は「幽霊亭」とも呼ばれる）。明るく楽観的な性格。冒険者としても雇用可能で、MP攻撃以外のダメージを受け付けないのも前作同様（前作と違い、戦闘不能で成仏するようなことは無い）。また店番として雇うこともでき、その場合他キャラを店番にしたときとは違った結果が出る。
カタリーナ・トラッケン（Katharina Tracken）
声 - 城雅子
マッセンという小国出身の女冒険者。国に伝わる伝説の英雄の実在を信じ、彼を捜す為に冒険者となった。また自然志向的な考えの持ち主で、宿屋に泊まるより野宿のほうが好きなど一般人とは少々かけ離れた思考をもつ。驚異的に運が良いため、道ばたで珍しいアイテムを拾う。剣の腕は立つが状態変化には滅法弱い。懐具合がかなり寂しいせいで値下げしないと買ってくれないが、早めに友好度を最高にしておくとお土産として拾ったレアアイテムをくれる。
12月13日生まれ、18歳。
ダスティン・シュミート（Dastin Schmied）
声 - 田中啓之
首都ハーフェンで父親の後を継いで武器屋を営む青年。根っからの武器好きで、自ら武器の製作を行う事もあり、使い心地や性能を見るため冒険者として町の外に出る事も。性格は陽気で細かい事は気にしないタイプ。専用武器がハンマーのため攻撃力は高いが命中率はかなり悪く、所持スキルもいまひとつ。ただし、自分の店の商品を購入することで弱点の補強が容易に出来る。客としては必ず値切られるが、早めに友好度を最高にしておくとお土産として転売可能な武器アイテムや珍しいインゴットを貰える。
2月24日生まれ、20歳。
クラップ・マイセン（Krapp Meissen）
カロッテ村の量販店男性店員。厳しい親方の下で修行に励んでいる。雑貨屋のクリエムヒルト・ラードラーに恋心を抱いている。爆弾系アイテムに関しては最高の技術を持つため高性能の爆弾を登録しておけばかなり重宝する。
クリエムヒルト・ラードラー（Kriemhild Radler）
カロッテ村の雑貨屋女性店員。既婚らしいが、結婚してすぐに夫が旅立ってそれきりなので、周囲の者も既婚者とは思っていない。バルテルをしきりと気にかけたりなどかなり惚れっぽい性格。客としてはなにかの属性を有した種を代金として置いていく。
ドーリス・フィルメン（Dris Firmenn）
首都ハーフェンの量販店の年老いた女性店員。老女だが足腰は丈夫で、首都ハーフェンから数日かけてカロッテ村のヴィオの店へ買い物に来る。製造数は少ないが多種のアイテムを登録できる。珍しい高額アイテムを好んで購入してくれる。
リーマン・ブルーメンコール（Riemann Blumenkohl）
声 - 江原正士
ファスビンダーの量販店店員。食べるのが好きでヴィオの店へ買い物に来るが、最近出没するようになった「さすらいの料理人」を気にしている。調理系アイテムに関しては優秀な技術を持つ。客としては必ず難癖をつけて値切っていく。
スフィア（Sphere）
声 - 花澤香菜
PSP版からの追加キャラクター。前作のPSP版からの引き続きの登場であるため、少なくとも２５歳以上であるが、外見は全く変わっていない。今回はカロッテ遺跡をウロウロしている所でヴィオと出会い、ユーディ同様錬金術士であった彼女に興味を持ち懐く。小柄でおとなしい性格だが、毒舌家で腕っ節は強く、巨大な杖を軽々と振り回す。ハンマー系武器を装備すれば立派な戦士系キャラとなる。彼女曰く年齢はヴィオより上らしいが、性格は見た目相応で、子供らしいところがある。バルテルをニートと呼ぶことがある。ラピスとは、ヴィオを取り合うライバルのような存在。
ラピス（Lapis）
声 - 金元寿子
PSP版からの追加キャラクター。彼女曰く、スフィアよりも年上らしい。特定の条件を満たしたあと、村長の家前に登場する。初登場時はヴィオ曰く"風邪を引きそうなカッコ"であったため、彼女が少女時代の服を着ることになり、以降彼女の家に住み着く。スフィア同様、名前以外の記憶は無い。MPがよく伸び、多彩な魔法を使う。スフィア同様小柄でおとなしい性格だが、スフィアと同等の毒舌と反骨心を持ち合わせる。
ナナミ・シュミット（Nanami Schmid）
声 - 彩乃羽由貴
PSP版からの追加キャラクター。カロッテ村の規模がある程度大きくなった際に登場する雑貨屋の店主。少女ながら商魂に溢れ、見た目とは裏腹に相当な毒舌家である。利益のためには多少の苦労も厭わず、商売に必要なのは営業スマイルではなく本物の笑顔と語る。

## 主題歌
オープニングテーマ「海を仰ぐ」
作詞・作曲・編曲 - 土屋暁 / 歌 - 永倉秀恵
エンディングテーマ「この青い空の下」
作詞 - 吉池真一 / 作曲・編曲 - 中河健 / 歌 - 永倉秀恵
トゥルーエンディングテーマ「STAGE」
作詞・作曲 - イズミカワソラ / 編曲 - 林有三 / 歌 - 飯塚雅弓

## インターネットラジオ
2010年11月26日から2011年2月4日まで、HiBiKi Radio Stationで『ヴィオラートのアトリエ 金元寿子の村おこしラジオ』が配信されていた。毎週金曜日更新。
パーソナリティ
- 金元寿子（ラピス 役）
- 彩乃羽由貴（ナナミ 役）
- 田中学（ゲームディレクター）

## 関連書籍
ヴィオラートのアトリエ 〜グラムナートの錬金術士2〜 公式ガイドブック
ゲーム序盤のガイドを中心に、声優のグラビアおよびインタビュー、キャラクターデザイナーのインタビューなどが掲載されている。デジキューブ刊。ISBN 4-88787-131-7
ヴィオラートのアトリエ 〜グラムナートの錬金術士2〜 公式パーフェクトガイド
ファミ通編集部による攻略本。エンターブレイン刊。ISBN 4-7577-1562-5
ヴィオラートのアトリエ 〜グラムナートの錬金術士2〜 プロフェッショナルガイド
コーエー出版部による攻略本。コーエー刊。ISBN 4-7758-0107-4
ヴィオラートのアトリエ 〜グラムナートの錬金術士2〜 アンソロジーコミック
アンソロジーコミック。エンターブレイン刊（ブロスコミックスEX）。ISBN 4-7577-1581-1
ヴィオラートのアトリエ きてれつ村おこし
越智善彦によるオールカラー漫画。ファミ通PS2での連載をまとめたもの。ゲーム限定版に付いていた導入マンガに、ゲーム内容を追加した形。ブリキットのイベントを中心に描かれている。
エンターブレイン刊（ブロスコミックスEX）。ISBN 4-7577-2455-1
ユーディーのアトリエ&アトリエシリーズ ビジュアルファンブック
『ユーディーのアトリエ』がメインだが、発売前の『ヴィオラートのアトリエ』に関してもページが割かれている。エンターブレイン刊。ISBN 4-7577-1442-4